# Салым Петролеум
Компания «Салым Петролеум Девелопмент Н. В.» (англ. Salym Petroleum Development N.V., кратк. «Салым Петролеум Девелопмент», «Салым Петролеум», СПД, SPD) — совместное предприятие, созданное в 1996 году для освоения Салымской группы нефтяных месторождений в Западной Сибири. В Салымскую группу входят три месторождения: Западно-Салымское, Верхне-Салымское и Ваделыпское, — расположенные в Ханты-Мансийском автономном округе — Югре, в 30 км к западу от поселка Салым. Суммарные извлекаемые запасы нефти категории С1 и С2 оцениваются в 140 млн т. Общая площадь лицензионных участков составляет 2 141,4 кв. км. В 2016 году компания также получила лицензию на геологоразведочные работы Южно-Ямского лицензионного участка.
СПД ведет комплекс работ по освоению Салымской группы нефтяных месторождений, включая доразведку и разработку, с 2003 года. За этот период здесь создан крупный современный нефтепромысел. С лета 2006 года СПД входит в число российских нефтяных компаний с объёмом годовой добычи более миллиона тонн. Пика добычи компания достигла в 2011 году, добыв за год свыше 8,4 млн т. В настоящее время объём годовой добычи СПД составляет свыше 6 млн тонн нефти. Суммарная добыча с Салымской группы месторождений к началу 2017 года превысила 70 млн т.
Акционерами «Салым Петролеум Девелопмент Н. В.» на паритетных началах являются концерн Royal Dutch Shell и российская нефтяная компания «Газпром нефть» до 22 декабря 2022 г.

## История компании

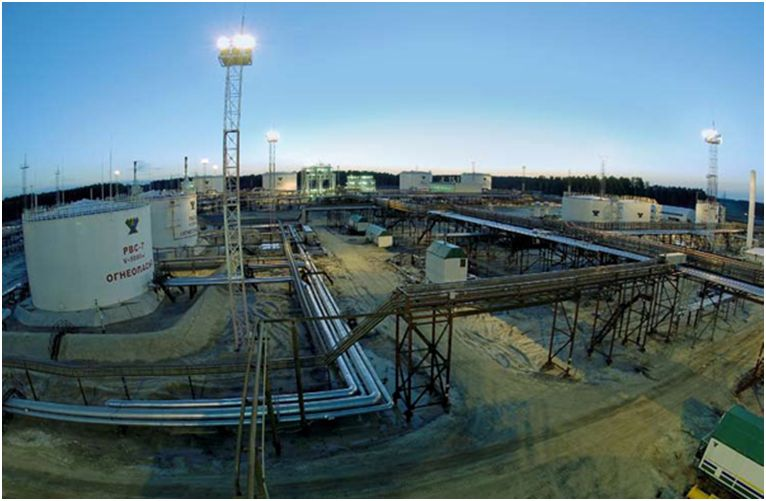
Панорама Салым Петролеум

Десятилетняя история компании включает в себя наиболее значимые производственные достижения и следующие вехи динамичного и устойчивого развития:
1996 год — в целях освоения Салымской группы нефтяных месторождений концерн Royal Dutch Shell и ОАО НК «Эвихон» на паритетных началах образуют совместную компанию «Салым Петролеум Девелопмент Н. В.».
1998 год — лицензии на месторождения Салымской группы переоформляются на СПД.
2000—2001 годы — СПД подготавливает проект СРП, а также технико-экономическое обоснование СРП, которое утверждается ЦКР Минэнерго РФ в качестве основы для переговоров по условиям СРП.
2003 год — в связи с изменением российского законодательства по СРП акционеры СПД принимают решение о разработке Салымской группы месторождений в рамках действующего налогового режима.
Апрель 2004 года — СПД начинает бурение первой эксплуатационной скважины на Западно-Салымском месторождении.
Август 2004 года — СПД бурит поисково-разведочную скважину на Верхне-Салымском месторождении, которая вскрыла нефтеносный пласт.
Декабрь 2004 года — СПД начинает добычу нефти из первых скважин Западно-Салымского месторождения.
Август 2005 года — СПД завершает строительство трубопровода внешнего транспорта нефти, связавшего Западно-Салымское месторождение с ЛПДС «Южный Балык» магистральной сети нефтепроводов компании «Транснефть».
Ноябрь 2005 года — СПД вводит Западно-Салымское месторождение в полномасштабную промышленную эксплуатацию.
Декабрь 2005 года — СПД добывает 100-тысячную тонну нефти на Западно-Салымском месторождении.
Июнь 2006 года — СПД начинает бурение первой эксплуатационной скважины на Ваделыпском месторождении.
Октябрь 2006 года — СПД вводит в разработку Ваделыпское месторождение.
Октябрь 2007 года — суточный объём добычи нефти в СПД превышает 100 тыс. баррелей.
Декабрь 2007 года — СПД вводит в эксплуатацию газотурбинную электростанцию (ГТЭС), позволяющую перерабатывать попутный нефтяной газ в электроэнергию на собственные нужды.
2008 год — начинает исследования технологии повышения нефтеотдачи пласта заводнение с использованием АСП.
Январь 2009 года — суточный объём добычи нефти в СПД превышает 150 тыс. баррелей.
Июль 2009 года — СПД устанавливает новый рекорд скорости проходки скважины в 4,54 суток.
Апрель 2010 года — СПД бурит 500-ю скважину на Салымской группе месторождений.
Сентябрь 2011 года — СПД устанавливает суточный рекорд добычи в 24 597 тонн (177 472 баррелей) нефти.
Февраль 2012 — На Салымской группе месторождений пробурена 700-я скважина.
Май 2012 года — СПД совместно с ООО «Монолит» запускают установку комплексной переработки попутного нефтяного газа, позволяющую утилизировать не менее 95 % попутного нефтяного газа.
Сентябрь 2012 года — На ежегодном конкурсе «Черное золото Югры» компания СПД заняла второе место в номинации «Самое динамично развивающееся предприятие». Сотрудник СПД Василий Глазунов получил приз в номинации «Лучший оператор по подготовке и перекачке нефти».
Декабрь 2012 года — Общий объём нефтедобычи СПД в 2012 г. на Салымской группе месторождений составил 7,6 млн т (55,1 млн баррелей).
Март 2013 — СПД завершает полевую часть масштабной программы трехмерной сейсмической разведки, реализуемой СПД в 2009—2013 годы на территории общей площадью более 1830 км2.
Апрель 2013 — СПД получает награду в номинации «100 лучших организаций России. Экология и экологический менеджмент» конкурса в рамках VII Всероссийской конференции "Экология и производство. Перспективы развития экономических. 
Декабрь 2013 — Общий объем нефтедобычи СПД в 2013 г. на Салымской группе месторождений составляет 7 млн т (50,5 млн баррелей). 
Август 2014 — СПД установила новый рекорд суточной проходки скважины равный 1381 метру. 
Декабрь 2014 — Общий объем нефтедобычи СПД в 2014 г. на Салымской группе месторождений составляет 6,55 млн т (47,1 млн баррелей). 
Август 2015 — На Салымской группе месторождений пробурена 1000-я скважина. 
Декабрь 2015 — Общий объем нефтедобычи СПД в 2015 г. на Салымской группе месторождений составляет 6,11 млн т (43,9 млн баррелей). 
Май 2016 — СПД получила лицензию на проведение поисково-оценочных работ на Южно-Ямском участке в Ханты-Мансийском автономном округе.

## Производственные показатели
| Год  | Объём добычи (тыс. тонн) | Объём добычи (баррелей) |
| ---- | ------------------------ | ----------------------- |
| 2004 | 38,4                     | 274870                  |
| 2005 | 208,5                    | 1500000                 |
| 2006 | 2065                     | 14400000                |
| 2007 | 4260                     | 28900000                |
| 2008 | 6300                     | 45500000                |
| 2009 | 7560                     | 55300000                |
| 2010 | 8300                     | 60000000                |
| 2011 | 8400                     | 61000000                |
| 2012 | 7600                     | 55100000                |
| 2013 | 7000                     | 51000000                |
| 2014 | 6555                     | 47100000                |
| 2015 | 6110                     | 43900000                |
| 2016 | 6166                     | 44600000                |

## Технологии

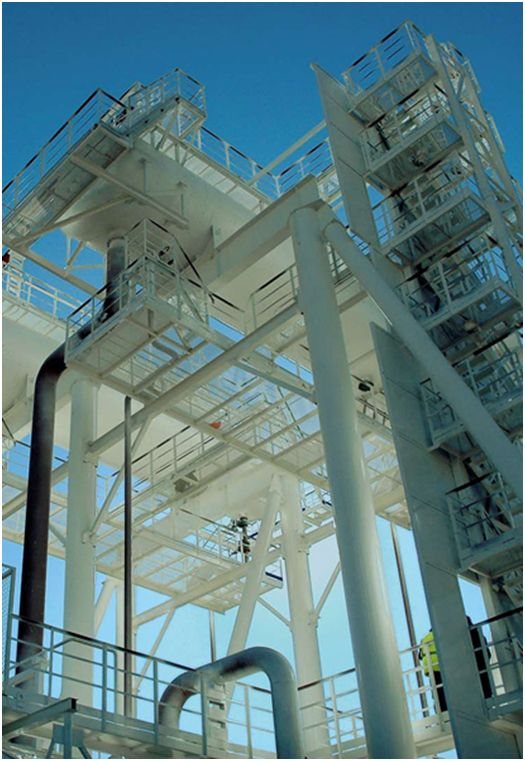
INFRASTRUCTURE

Компания активно применяет новейшие технологии в области строительства скважин, добычи нефти, промышленной безопасности и охраны окружающей среды. Так, «Салым Петролеум» первой в России оборудовала весь фонд скважин системами удаленного мониторинга и управления «Умные месторождения». Использование современных российских буровых установок и передовых управленческих решений позволило компании значительно сократить сроки строительства скважин и ввода их в эксплуатацию.
В настоящее время[когда?] СПД реализует пилотный проект по внедрению инновационной технологии, применение которой может существенно повлиять на динамику развития нефтяной отрасли региона и страны в целом. Проект предусматривает значительное повышение коэффициента нефтеотдачи путем закачки специальной трехкомпонентной смеси после проведения традиционного заводнения. Данная смесь состоит из анионного поверхностно-активного вещества, соды и полимера (сокращенно АСП) и позволяет значительно увеличить эффективность разработки месторождений, дополнительно добывая до 20 % нефти.
Компания уделяет пристальное внимание энергоэффективности производства, построив на нефтепромысле газотурбинную электростанцию для выработки электричества для собственных нужд, тем самым реализуя государственную программу рационального использования попутного нефтяного газа. Переработка газа в электроэнергию на газотурбинной электростанции позволила СПД обеспечить стабильность энергоснабжения объектов промысловой инфраструктуры Салымского проекта, уменьшить эксплуатационные затраты и снизить выбросы углекислого газа в атмосферу. Для обеспечения уровня утилизации попутного нефтяного газа в 95 % на Салымской группе месторождений построен комплекс по переработке попутного нефтяного газа — проект, реализованный партнером компании ООО «Монолит» (группа компаний «Роза мира»). На завод, введенный в эксплуатацию в мае 2012 года, поступает попутный нефтяной газ с Салымских месторождений и Шапшинской группы месторождений, лицензия на разработку которых принадлежит компании «РуссНефть».

## Награды компании
СПД является победителем и лауреатом многих премий, включая премии «Российского Национального Олимпа» в номинации «Топливно-Энергетический Комплекс», ежегодного конкурса «Черное золото Югры» в номинациях «Самое динамично развивающееся предприятие», «За социально-экономическое партнерство» и «За эффективность работы с недрами», обладателем награды «За высокое качество реализации проекта» Международной конференции и выставки нефтегазовых технологий. Успехи компании в природоохранной деятельности признаны региональными профильными государственными органами, а также независимыми аудиторскими компаниями. Компания стала победителем окружного конкурса «Лучший недропользователь» за качественное оформление землеотводных дел и партнерские отношения по итогам 2008 года, а также заняла третье место в конкурсе «Лучшее природоохранное предприятие Ханты-Мансийского автономного округа — Югры — 2009» среди нефтедобывающих предприятий. Высокий уровень корпоративной культуры отмечен премией конкурса «HR-бренд». Успехи компании в области промышленной безопасности производства, бурения и проходки сложнопостроенных горных пород Западной Сибири отмечены значимыми международными наградами, в том числе такими, как «Награда за безопасное производство» и др.